# Alföldy Dezső
nemesmiliticsi Alföldy Dezső (Temesvár, 1875. augusztus 2. – Balatonalmádi, 1961. május 19.) jogi író.

## Életpályája
1893-ban érettségizett a temesvári főreáliskolában. 1897-ben a budapesti tudományegyetemen államtudományi diplomát szerzett. 1899-ben jogtudományi doktori oklevelet kapott. 1900-ban bírói vizsgát tett. 1900–1902 között Budapesten törvényszéki aljegyzőként dolgozott. 1902–1906 között az esztergomi járásbíróság albírója volt. 1906–1910 között a győri ítélőtábla tanácsjegyzője, 1910–1917 között törvényszéki bírója volt. 1914–1917 között az ítélőtábla elnöki titkáraként tevékenykedett. 1917–1923 között ítélőtáblai bíró volt. 1923–1935 között kúriai bíró volt. 1935–1940 között a budapesti ítélőtábla alelnöke, 1940–1946 között elnöke volt. 1940–1944 között tagja volt a felsőháznak. 
Jogi íróként magánjoggal – ezen belül főként a szellemi javak jogvédelmével – és a bírósági szervezet kérdéseivel foglalkozott. Az Egységes Bírói és Ügyvédi Vizsgáló Bizottság, valamint az Országos Bírói és Ügyészi Egyesület igazgatósági és a Magyar Jogász Egylet választmányi tagja volt.

## Családja
Szülei: Alföldy Dénes (1843–1917) és Meissner Emília voltak. 1906-ban, Budapesten házasságot kötött Földváry Gizellával.

## Művei
- A magyar szerzői jog különös tekintettel a Magyar Királyi Kúria joggyakorlatára (Budapest, 1936)
- Bíróság és patronázs (Budapest, 1943)
- A házassági bontó per helyes elintézése (Budapest, 1943)